# Urgleptes bimaculatus
Urgleptes bimaculatus är en skalbaggsart som beskrevs av Gilmour 1960. Urgleptes bimaculatus ingår i släktet Urgleptes och familjen långhorningar.
Artens utbredningsområde är:
- Guatemala.
- Honduras.

Inga underarter finns listade i Catalogue of Life.